# Glasgow School

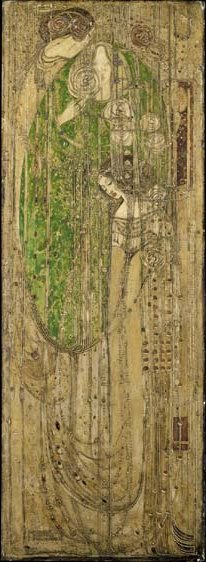
Margaret MacDonald, O ye, all ye that walk in Willowood, 1902

Glasgow School – dwie różne grupy artystyczne działające w Glasgow w Szkocji.
Pierwsza, mniej znana Glasgow School była luźnym i nieformalnym związkiem malarzy działających w opozycji do konserwatywnej Royal Academy of Arts i malujących głównie plenerze. Stowarzyszenie działało w drugiej połowie XIX i na początku XX wieku Jej przedstawicielem był John Lavery.
Drugą Glasgow School utworzyli wpływowi artyści, projektanci wnętrz i architekci mieszkający w Glasgow i tworzący w stylu secesyjnym. W skład stowarzyszenia wchodziły grupy artystyczne The Four (Spook School), Glasgow Girls i Glasgow Boys, które stworzyły brytyjską wersję stylu secesyjnego określanego mianem Glasgow Style. Najwybitniejszymi przedstawicielami ugrupowania byli architekt Charles Rennie Mackintosh i jego żona, dekoratorka szkła i malarka Mary. Glasgow School działała od 1870 do około 1910 roku, najbardziej reprezentatywny zbiór prac ugrupowania posiada Kelvingrove Art Gallery and Museum w Glasgow.